# Mark Killilea (1939–2018)
Mark Killilea Junior (ur. 5 września 1939 w Dublinie, zm. 31 grudnia 2018) – irlandzki polityk i rolnik, parlamentarzysta krajowy, deputowany do Parlamentu Europejskiego II, III i IV kadencji.

## Życiorys
Jego ojcem był polityk Mark Killilea. Z zawodu rolnik. Kształcił się na University College w Galway. Był sekretarzem generalnym krajowego związku plantatorów buraka cukrowego i członkiem władz lokalnych.
Długoletni działacz Fianna Fáil. W latach 1969–1977, 1982 i 1983–1987 był członkiem Seanad Éireann, do irlandzkiego senatu był wybierany przez panel pracy. Od 1977 do 1982 zasiadał w Dáil Éireann 21. i 22. kadencji. Do niższej izby irlandzkiego parlamentu bezskutecznie kandydował także w 1977, dwukrotnie w 1982 oraz w 1987. Od 1979 do 1981 pełnił funkcję ministra stanu w departamencie poczt i telegrafów.
Od 1987 do 1999 był posłem do Parlamentu Europejskiego II, III i IV kadencji. Zasiadał w grupach Europejskiego Sojuszu Demokratycznego, a od 1995 w Unii dla Europy. Pełnił m.in. funkcje kwestora oraz wiceprzewodniczącego Komisji ds. Rolnictwa, Rybołówstwa i Rozwoju Wsi. Po zakończeniu ostatniej kadencji wycofał się z działalności politycznej.